# Džuboks (časopis)
Džuboks je bio srpski glazbeni časopis kojeg je izdavalo poduzeće NIP Duga a kasnije Dečje novine. Izlazio je u dva navrata: prvi put od 1966. do 1969. (izdavač NIP Duga) i drugi put od 1974. do 1985. (izdavač Dečje novine).
U jednom periodu (na samom početku) bio je i najbolje prodavani takav list u bivšoj Jugoslaviji.

#### Novinari suradnici Džuboksa:
- Slobodan Cicmil
- Bora Đorđević
- Darko Glavan
- Miroslav Ćirović
- Petar Jakonić
- Petar Janjatović
- Dušan Kojić (Disciplina kičme)
- Slobodan Konjović
- Dragan Kremer
- Petar Luković
- Biljana Maksić
- Goran Marić
- Milomir Marić
- Zoran Marinković
- Goranka Matić
- Nebojša Pajkić
- Petar Popović
- Predrag Popović
- Gordan Škondrić
- Slobodan Trbojević
- Ljuba Trifunović
- Dinko Tucaković
- Saša Rakezić
- Branislav Rašić
- Momčilo Rajin
- Dražen Vrdoljak
- Radovan Vujović
- Branko Vukojević
- Aleksandar Žikić